# Język harari
Język harari – język semicki z południowej gałęzi języków etiopskich, około 26 tys. mówiących. Język harari używany był w czasach historycznych przede wszystkim w obrębie miasta Harer, obecnie również w Addis Abebie i kilku innych miastach Etiopii. W dziedzinie składni charakteryzuje się szykiem zdania SOV.